# Haplonycteris fischeri
Haplonycteris fischeri là một loài động vật có vú trong họ Dơi quạ, bộ Dơi. Loài này được Lawrence mô tả năm 1939.

## Hình ảnh